# 2011 CX119
2011 CX119 est un astéroïde de la ceinture de Kuiper, considéré comme  objet épar.

## Caractéristiques
2011 CX119 mesure probablement environ 220 km de diamètre.